# 더 게임 (2022년 영화)
《더 게임》(A játszma)은 2022년 헝가리의 드라마 스릴러 영화로, 퍼저커시 페테르 감독이 연출했다. 야노스 쿨카, 너지 졸트가 출연했다.

## 출연

### 주연
- 쿨커 야노시 - 팔 머르코 역
- 너지 졸트 - 융 역
- 하모리 거브리엘러 - 에버 역

### 조연
- 슈체레르 페테르 - 쿨차르 역
- 슈터우브 빅토리어 - 어비겔 역